# Palaeomolis rothschildi
Palaeomolis rothschildi är en fjärilsart som beskrevs av Paul Dognin 1911. Palaeomolis rothschildi ingår i släktet Palaeomolis och familjen björnspinnare. Inga underarter finns listade i Catalogue of Life.